# Salón del Automóvil de Tokio
El Salón del Automóvil de Tokio es un salón del automóvil que se celebra los años impares en el Makuhari Messe, Chiba, Japón. Las marcas japonesas suelen estrenar sus nuevos modelos de producción y prototipos aquí. Sin embargo, al ser el salón más importante de Asia, las marcas de Europa y los Estados Unidos también presentan novedades. En los últimos años, el Salón de Tokio se ha poblado de automóviles que usualmente son usados por celebridades como el molo y otros tantos vehículos que usan propulsión alternativa.

## Ediciones
- 2011 - 42.ª edición - celebrada del 3 al 12 de diciembre de 2011.